# She Loves Me Not (film, 2013)
Pour les articles homonymes, voir She Loves Me Not.
Pour plus de détails, voir Fiche technique et Distribution.
She Loves Me Not est un film américain réalisé et écrit par Brian Jun (en) et Jack Sanderson, sortie aux États-Unis en 2013.

## Distribution
- Lisa Edelstein : Amy
- John Robinson : Dusty
- Caitlin Keats : Marcy
- Karen Black : Karla
- Ana Lucasey : Hailey
- Jesse Simmons : Luke
- Joe Rodriguez : le chauffeur
- Briana Evigan : Charlotte